# Romuald Balawelder
Romuald Balawelder, pseud. Romuald Niewiadomski (ur. 7 lutego 1893 we Lwowie, zm. 24 maja 1975 w Legionowie) – polski filozof, literat, pedagog, geograf i podróżnik, autor oryginalnego systemu filozoficznego. Współzałożyciel Gimnazjum w Tomaszowie Lubelskim oraz gimnazjum w Legionowie.

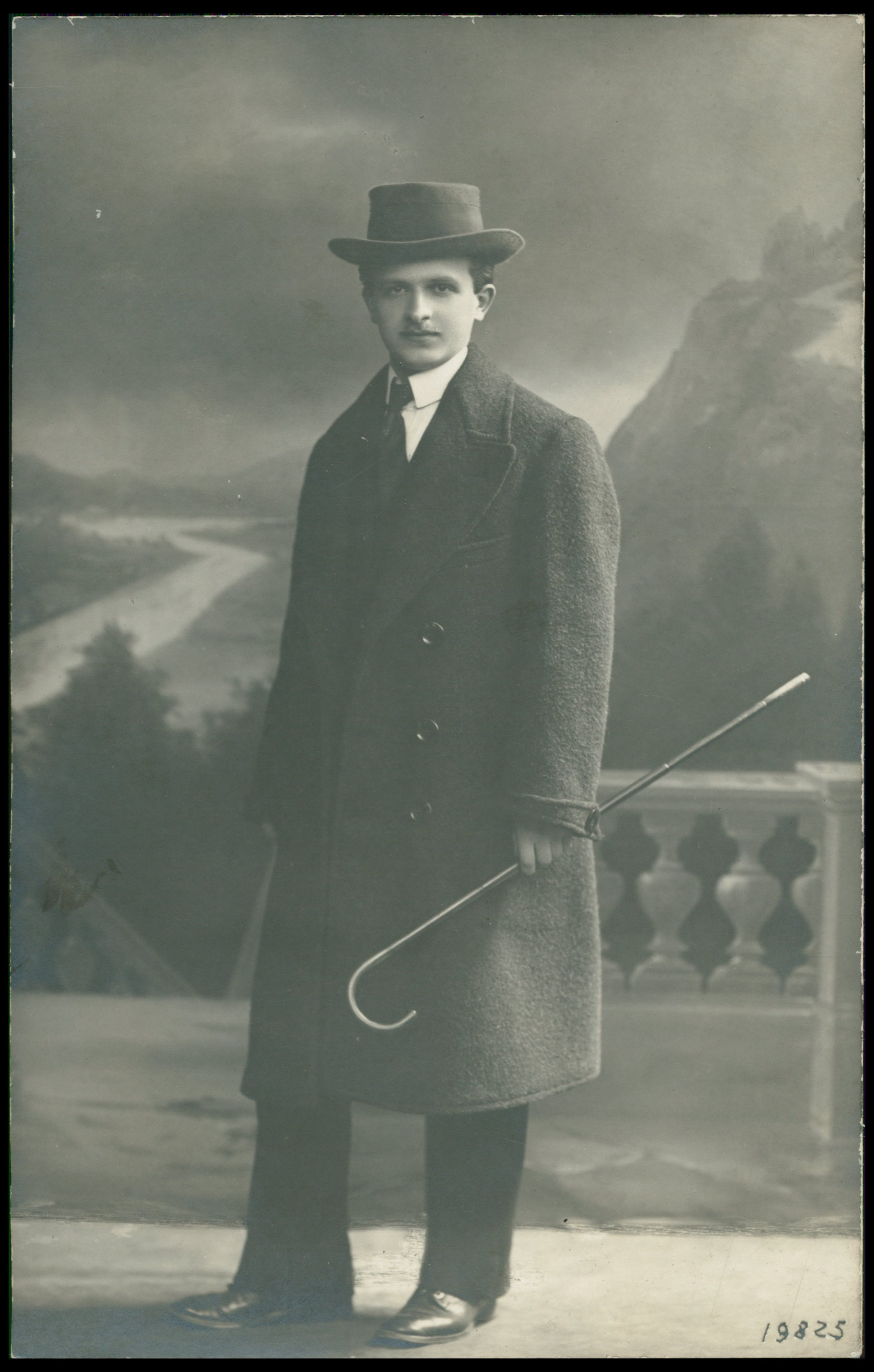
Portret Romualda Balaweldera z 1914 roku

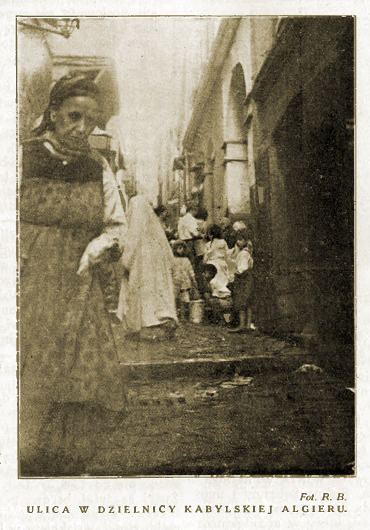
Ulica w dzielnicy Kabylskiej Algieru - fotografia Romualda Balaweldera

## Życiorys

### Nauka
Romuald Balawelder urodził się 7 lutego 1893 roku we Lwowie jako syn Walentego Balawaldera, urzędnika magistratu we Lwowie  oraz Stefanii z Niewiadomskich.
W roku 1911 ukończył Gimnazjum we Lwowie. W roku 1911 rozpoczął studia polonistyczne i filozoficzne na Uniwersytecie we Lwowie.
Studia przerwał mu wybuch I wojny światowej oraz służba wojskowa w Legionach Polskich Józefa Piłsudskiego. W 1915 roku, w Wiedniu został zwolniony z wojska na skutek odniesionych ran oraz przebytej choroby . Za służbę w Legionach został odznaczony pamiątkowym Krzyżem Legionów.
Studia kontynuował na Uniwersytecie Wiedeńskim na kierunku geografia, z powodu braku kierunku polonistycznego. Ukończył je w 1916 roku.

### Praca pedagogiczna
W Wiedniu podjął pracę w zawodzie nauczyciela oraz został egzaminatorem komisji nostryfikacyjnej dla Polaków emigrantów, którzy ukończyli studia zagraniczne. W 1916 roku napisał rozprawę doktorską:  Konfederacja Spytka z Melsztyna.
W 1917 roku został oddelegowany przez Związek Nauczycieli Szkół Średnich i Wyższych we Lwowie do objęcia stanowiska dyrektora Gimnazjum w Tomaszowie Lubelskim, które piastował w pierwszym roku funkcjonowania szkoły 1917/1918.
Po wyjeździe z Tomaszowa w 1918 roku rozpoczął pracę w gimnazjum w Siedlcach. W 1919 roku rozpoczął pracę w Gimnazjum im. M. Reja w Warszawie, gdzie pracował do 1937 roku jako nauczyciel geografii oraz wychowawca. Był organizatorem oraz opiekunem gimnazjalnego Koła Geograficznego.
Po wybuchu wojny polsko-bolszewickiej, latem 1920 roku zgłosił się na ochotnika do wojska.

### Podróże
Po wojnie, zaczęto rozważać przeprowadzenie zorganizowanej polskiej akcji osadniczej do portugalskiej Angoli, w Afryce Zachodniej. Po utworzeniu pierwszych polskich placówek dyplomatycznych w Afryce polskimi kwestiami oświatowymi na tych terenach zajmowała się delegatura Ministerstwa Wyznań Religijnych i Oświecenia Publicznego.  Ministerstwo zaproponowało Balawelderowi objęcie stanowiska kierowniczego w resorcie oświaty w prowincji Angoli, co zaowocowało próbą zorganizowania przez niego grupy kolonistów-współpracowników.
W latach 1920–1935 Balawelder podróżował po Europie. W latach 1924 oraz 1929 odbył podróże do Afryki Północnej. W tym okresie pracował także w Zarządzie Głównym Związku Nauczycielstwa Polskiego. Za całokształt tej działalności odznaczono go Krzyżem Orderu Polonia Restituta.

### Praca w Legionowie
W 1941 roku przeprowadził się do Legionowa. Tam, po uzyskaniu zgody warszawskiego kuratorium w 1945 roku współzałożył gimnazjum, obecnie Liceum im. Marii Konopnickiej w Legionowie. Przewlekła choroba serca uniemożliwiła mu dalsza pracą pedagogiczną, pod koniec 1947 roku podał się do dymisji.
W latach 1940–1973 stworzył 19 brulionów o nazwie: "Szkice filozoficzno-naukowe”. Dzieło to Balawelder pozostawił w rękopisie, zrażony odmową opublikowania jednego z wcześniejszych utworów. Szkice stanowią oryginalne studium interdyscyplinarne o charakterze systemu filozoficznego,
syntezę kosmologii i antropologii filozoficznej w duchu uniwersalizmu.
Zmarł 24 maja 1975 roku w Legionowie i tam został pochowany.

## Odznaczenia
- Krzyż Orderu Polonia Restituta[10][16]
- Medal Niepodległości[18]
- Krzyż Legionów[10]

## Publikacje
Wybrane publikacje Romualda Balaweldera, w kolejności powstania:
- Piękna zabawa czyli teatr świata. Z pamiętnika przybłędy na świecie, Warszawa 1919 (traktat filozoficzny)
- Walerian Łukasiński, Warszawa 1925
- Tajemnice Mahrebu, Wrażenia z podróży do Algierii, Warszawa 1928
- Tajemnice Mahrebu, Wrażenia z podróży do Północnej Afryki, Warszawa 1931
- Dusza Północy. Z podróży "Polonią" na fjordy Norwegii i Nordkap, Warszawa 1932
- Żołnierz nieznany, Warszawa 1933 (o Józefie Piłsudskim)
- W stolicy Norwegii, 1934
- Zwariowana rzeczywistość, Warszawa 1934
- Wielka Brytania oblana jest morzem, Warszawa 1938
- Polska ma dostęp do morza. Wisłą do Bałtyku, Warszawa 1939
- Szkice filozoficzno-naukowe (maszynopis)